# ガオ圏
ガオ圏（ガオけん、フランス語：Cercle de Gao）は、マリ共和国の地方行政区画でガオ州を構成する圏のひとつ。行政の中心地はガオにおかれる。下級単位のコミューンは7つあり、2009年の統計で人口は239,853人を数える。

## コミューン
ガオ圏には以下のコミューンがある。
- アンシャワディ（fr:Anchawadi）
- ガベロ（fr:Gabero）
- ガオ（都市的コミューン）
- グーンズーライ（fr:Gounzoureye）
- ンティリット（fr:N'Tillit）
- ソニ・アリ・ベル（fr:Soni Ali Ber）
- ティレムシ (ガオ州)（fr:Tilemsi (Gao)）